# Owadowia
Owadowia is een geslacht van uitgestorven thalassochelydische schildpadden uit het Laat-Jura van Polen. 
Het type en de enige soort is Owadowia borsukbialynickae, benoemd door Szczygielski e.a. in 2017. De geslachtsnaam verwijst naar de groeve van  Owadów-Brzezinki. De soortaanduiding eert professor Magdalena Borsuk-Białynicka. Het holotype is ZPAL V/O-B/1959. Het bestaat uit een gedeeltelijke onderkaak, een rechterravenbeksbeen, darmbeen en dijbeen uit de Kcyniaformatie uit het Vroeg-Tithonien, ongeveer 148 miljoen jaar oud. 
Het schild van Owadowia is zo'n veertig centimeter lang. Het beperkte materiaal betekent dat het moeilijk is om Owadowia te vergelijken met zijn verwanten, en het is misschien geen uniek taxon. Het geslacht mist de kenmerken die kenmerkend zijn voor zijn clade Thalassochelydia, heeft overeenkomsten met Solnhofia en Portlandemys en is net als de rest van de groep een zeeschildpad uit het Laat-Jura.
Owadowia onderscheidt zich van andere bekende Thalassochelydia door een smalle, V-vormige onderkaak, een symfyse van de onderkaken die lepelvormig is zonder haak, maalplaten die goed ontwikkeld zijn op de symfyse maar zwak op de kaaktakken, een hoge en scherpe buitenste snavelrand, een gereduceerde binnenste snavelrand die alleen aan de buitenzijde aanwezig is en een groot spleniale.